# 劇団維新派
維新派（劇団維新派）（げきだん いしんは）はかつて存在した日本の劇団。1970年、松本雄吉（大阪教育大学出身）を中心に日本維新派として旗揚げ。1987年に維新派と改称した。
劇団員総勢50名ほどが自らの手で1ヶ月半から2ヶ月以上かけ巨大な野外劇場を建設し、公演が終れば自ら解体して撤収するという「scrap&build」の劇団として知られている。また公演時には様々なフードやドリンクを提供する屋台村を併設し、巨大劇場と併せ名物となっている。
作品は少年少女の青春群像劇を軸に、退廃的でノスタルジックな世界観を構築。会話によって語られることは少なく、セリフのほとんどを単語に解体し5拍子や7拍子のリズムに乗せて大阪弁で語られる独特の劇形態（「ヂャンヂャン☆オペラ」）を持つ。ヂャンヂャン☆オペラの名は大阪下町「新世界」にあるジャンジャン横丁から取ったものである。
日本以外に海外でも数多くの大規模公演を行っている。大規模公演の新作は基本的に年1回。まれに屋内での公演やプレ公演のような小規模公演を行うこともある。
2017年10月-11月の台湾・高雄『アマハラ』公演を最終公演として解散した。
嶽本野ばらが1年ほど在籍していた時期があり、1990年『echo』に出演している。

## 受賞歴
- 1996年『ヂャンヂャン☆オペラ ROMANCE』 - 大阪府舞台芸術奨励賞受賞[2]
- 1999年『ヂャンヂャン☆オペラ 水街』 - 大阪府舞台芸術賞[3]
- 2002年『カンカラ』 - 第2回朝日舞台芸術賞受賞[4]
- 2004年『キートン』 - 第12回読売演劇大賞優秀演出家賞[5]
- 2008年『呼吸機械』 - 第8回朝日舞台芸術賞 アーティスト賞、平成20年度芸術選奨文部科学大臣賞[6]

## 公演歴
| 年                | 題                                                                 | 会場                                                            | 備考                                                                |
| ----------------- | ------------------------------------------------------------------ | --------------------------------------------------------------- | ------------------------------------------------------------------- |
| 1974年            | あまてらす                                                         |                                                                 |                                                                     |
| 1975年            | 足の裏から冥王まで                                                 |                                                                 |                                                                     |
| 1976年            | 黄昏の反乱                                                         |                                                                 |                                                                     |
| 1977年            | されどわがテンオウリ                                               |                                                                 |                                                                     |
| 1978年            | 足の裏から冥王まで                                                 |                                                                 | 同作品映画化                                                        |
| 1980年            | 昼間よく通る近所の道                                               |                                                                 |                                                                     |
| 1983年            | 月光のシャドウボール                                               |                                                                 |                                                                     |
| 1984年            | 蟹殿下                                                             | 丸太仮設大劇場                                                  | [ 7 ]                                                               |
| 1985年            | あらし                                                             |                                                                 |                                                                     |
| 1986年7月         | 路地坂の祭り                                                       | 生國魂神社                                                      | [ 8 ]                                                               |
| 1987年11月        | 十五少年探偵団 ドガジャガドンドン                                  | 大阪城公園・太陽の広場                                          | 劇団「維新派」に改名                                                |
| 1988年10月        | 少年オペラ Vju：                                                   | 京都大学西部講堂                                                | [ 10 ]                                                              |
| 1990年            | 「echo」-スクラップ通りの少年たち-                                 |                                                                 |                                                                     |
| 1991年            | ヂャンヂャン☆オペラ 少年街                                         |                                                                 |                                                                     |
| 1992年6月 - 10月  | 虹市                                                               | 宮崎県立芸術劇場                                                | [ 11 ]                                                              |
| 1992年6月 - 10月  | 虹市                                                               | 今池アカデミー劇場                                              | [ 11 ]                                                              |
| 1992年6月 - 10月  | 虹市                                                               | 京都府民ホール アルティ                                         | [ 11 ]                                                              |
| 1992年6月 - 10月  | 虹市                                                               | 津山文化センター                                                | [ 11 ]                                                              |
| 1992年6月 - 10月  | 虹市                                                               | ライブハウスVIEBEN（福岡）                                      | [ 11 ]                                                              |
| 1992年6月 - 10月  | 虹市                                                               | 北とぴあ さくらホール                                           | [ 11 ]                                                              |
| 1992年6月 - 10月  | 虹市                                                               | 南港フェリーターミナル前 野外特設劇場                           | [ 11 ]                                                              |
| 1993年            | ヂャンヂャン☆オペラ ノスタルジア                                   |                                                                 |                                                                     |
| 1993年            | ヂャンヂャン☆オペラ 少年街                                         |                                                                 |                                                                     |
| 1994年            | 維新派ライブ「MAP」                                                |                                                                 |                                                                     |
| 1994年            | ヂャンヂャン☆オペラ 少年街                                         |                                                                 |                                                                     |
| 1994年10月        | ヂャンヂャン☆オペラ 青空                                           | 茶屋町ぷろろーぐ館 （旧梅田東小学校体育館）                     | [ 12 ] [ 13 ]                                                       |
| 1995年            | 維新派ライブ「BABEL」                                              |                                                                 |                                                                     |
| 1995年11月        | ヂャンヂャン☆オペラ 青空                                           | 法政大学大ホール                                                | [ 12 ]                                                              |
| 1996年            | ヂャンヂャン☆オペラ 青空                                           |                                                                 |                                                                     |
| 1996年10月 - 11月 | ヂャンヂャン☆オペラ ROMANCE                                        | 南港ふれあい港館広場野外特設劇場 kinetic-theater                | 大阪府舞台芸術奨励賞受賞                                            |
| 1997年            | ヂャンヂャン☆オペラ 南風                                           |                                                                 |                                                                     |
| 1998年10月        | ヂャンヂャン☆オペラ 王國                                           | 南港ふれあい港館広場野外特設劇場                                | [ 14 ] [ 15 ]                                                       |
| 1999年            | ヂャンヂャン☆神楽 麦藁少年                                         |                                                                 |                                                                     |
| 1999年10月 - 11月 | ヂャンヂャン☆オペラ 水街                                           | 南港ふれあい港館広場野外特設劇場                                | 大阪府舞台芸術賞                                                    |
| 2000年10月 - 11月 | ヂャンヂャン☆オペラ 流星                                           | 南港ふれあい港館広場野外特設劇場                                | [ 16 ] [ 17 ]                                                       |
| 2000年3月         | 水街                                                               | トーレンズ・パレード・グラウンド （オーストラリア）             | 初の海外公演 オーストラリア アデレード・フェスティバル参加          |
| 2001年            | さかしま―南南西の風、風力3―                                        |                                                                 | [ 20 ]                                                              |
| 2001年11月        | 流星                                                               | カンプナーゲルシアター （ドイツ）                               | ヨーロッパ3都市ツアー                                               |
| 2001年11月        | 流星                                                               | イタリア・ミラノ                                                | ヨーロッパ3都市ツアー                                               |
| 2001年11月        | 流星                                                               | ベルファーストタイタニックホール （北アイルランド）             | ヨーロッパ3都市ツアー                                               |
| 2002年            | チチカカ                                                           |                                                                 |                                                                     |
| 2002年            | カンカラ                                                           | 銅精錬所跡地                                                    | 第2回朝日舞台芸術賞受賞                                             |
| 2003年            | ［30/1］〜個々のこころみ〜                                         |                                                                 |                                                                     |
| 2003年9月         | nocturne ノクターン―月下の歩行者―                                  | 新国立劇場 中劇場                                               | [ 23 ]                                                              |
| 2004年            | flowers                                                            |                                                                 |                                                                     |
| 2004年10月        | キートン                                                           | 南港ふれあい港館臨時第三駐車場 野外特設劇場                     | 第12回読売演劇大賞優秀演出家賞                                      |
| 2005年10月        | ナツノトビラ                                                       | テアトル・デ:エスタード（メキシコ）                             | 中南米ツアー                                                        |
| 2005年10月        | ナツノトビラ                                                       | セスキ・サントス文化センター（ブラジル）                        | 中南米ツアー                                                        |
| 2006年7月         | ナツノトビラ                                                       | 梅田芸術劇場                                                    | 凱旋公演                                                            |
| 2007年11月        | nostalgia 《彼》と旅をする20世紀三部作 #1                          | 大阪城ホール西倉庫内特設会場ウルトラマーケット                  | [ 27 ] [ 28 ] [ 29 ]                                                |
| 2007年11月        | nostalgia 《彼》と旅をする20世紀三部作 #1                          | 彩の国さいたま芸術劇場                                          | [ 27 ] [ 28 ] [ 29 ]                                                |
| 2007年11月        | nostalgia 《彼》と旅をする20世紀三部作 #1                          | 春秋座                                                          | [ 27 ] [ 28 ] [ 29 ]                                                |
| 2007年11月        | nostalgia 《彼》と旅をする20世紀三部作 #1                          | コンベンション アンド エキシビジョンセンター （オーストラリア） | [ 27 ] [ 28 ] [ 29 ]                                                |
| 2007年11月        | nostalgia 《彼》と旅をする20世紀三部作 #1                          | ASBシアター （ニュージーランド）                                | [ 27 ] [ 28 ] [ 29 ]                                                |
| 2008年4月         | 聖・家族                                                           | 精華小劇場 栗東芸術文化会館さきら                               | [ 30 ]                                                              |
| 2008年10月        | 呼吸機械 《彼》と旅をする20世紀三部作 #2                           | さいかち浜野外特設劇場 びわ湖水上舞台                           | 第8回朝日舞台芸術賞 アーティスト賞 平成20年度芸術選奨文部科学大臣賞 |
| 2009年10月 - 11月 | ろじ式                                                             | にしすがも創造舎                                                | [ 32 ] [ 33 ]                                                       |
| 2009年10月 - 11月 | ろじ式                                                             | 精華小劇場                                                      | [ 32 ] [ 33 ]                                                       |
| 2010年7月・12月   | 台湾の、灰色の牛が背のびをしたとき 《彼》と旅をする20世紀三部作 #3 | 犬島アートプロジェクト 「精錬所」内・野外特設劇場               | [ 34 ]                                                              |
| 2010年7月・12月   | 台湾の、灰色の牛が背のびをしたとき 《彼》と旅をする20世紀三部作 #3 | 彩の国さいたま芸術劇場                                          | [ 34 ]                                                              |
| 2011年5月         | 台湾の、灰色の牛が背のびをしたとき                                 | シンガポール・フェスティバルヴィレッジ （エスプラネード公園)    |                                                                     |
| 2011年10月        | 風景画                                                             | 西武池袋本店4階 まつりの広場                                    | [ 35 ] [ 36 ]                                                       |
| 2012年7月         | 夕顔のはなしろきゆふぐれ                                           | デザインクリエイティブセンター神戸                              | [ 37 ] [ 38 ]                                                       |
| 2013年10月        | MAREBITO                                                           | 犬島海水浴場                                                    | [ 39 ]                                                              |
| 2014年10月        | 透視図                                                             | 中島GATEサウスピア                                              | [ 40 ]                                                              |
| 2015年9月         | トワイライト                                                       | 奈良県曽爾村健民運動場                                          | [ 41 ]                                                              |
| 2016年10月        | アマハラ                                                           | 平城宮跡                                                        | [ 42 ]                                                              |
| 2017年10月 - 11月 | AMAHARA〜當台灣的灰牛拉背時                                        | 衛武営国家芸術文化中心（台湾）                                  | 劇団「維新派」解散                                                  |

## 展覧会
- 維新派展「瞳の中の街－記憶劇場から－」（1997年）
- 維新派展（1998年）

## ラジオドラマ
- 少年漂流伝（1998年、NHK-FM）